# Andreas Schubert (Fernfahrer)
Andreas Schubert (auch Andal, Schubi oder Da Capo genannt, * 1. Juni 1975 in München; † 31. Juli 2020 in Waakirchen) war ein deutscher Lastkraftwagenfahrer und Fuhrunternehmer. Von 2012 bis zu seinem Tod war er einer der Hauptdarsteller der Doku-Reihe Asphalt-Cowboys des Senders DMAX.

## Leben
Andreas Schubert durfte etwa ab einem Alter von sieben Jahren mit seinem Nachbarn auf Tour gehen. Diese „Ausflüge“ haben ihn sehr geprägt. Nach Beendigung der Schule machte er eine Ausbildung zum LKW Mechaniker. Mit 1,83 m Größe und 125 kg Gewicht war er auch erfolgreicher Teilnehmer bei Strongman-Wettbewerben.
Durch die Wettkämpfe beim deutschen Strongman-Verband wurde ein Starnberger Multimillionär auf ihn aufmerksam und bot ihm eine Stelle als sein Leibwächter an. Schubert sagte zu und fuhr ab diesem Zeitpunkt die Kinder zur Schule, die Frau zum Einkaufen und Kunden zur Arbeit und auf Partys. Der Millionär zahlte sogar den leeren Lkw, der vor Schuberts Haus stand.
Schubert kündigte das Arbeitsverhältnis, um dann wieder mit seinem LKW auf die Straße zu gehen, wo er der Meinung war, dass man mehr Geld verdienen könne.
Im Jahr 1993 wurde Schubert Fernfahrer, mit einem gemieteten Mercedes 814. Mit diesem fuhr er mehrere Jahre im internationalen Fernverkehr. Überwiegend transportierte er Surfbretter im Auftrag eines bekannten Herstellers zu Werbeveranstaltungen an die bekanntesten Strände Europas. Um Geld zu sparen, schlief er fünf Tage in der Woche quer über den Sitzen. 1997 fuhr Andreas Schubert für acht Monate einen Scania 143 400 der Firma Corriere Rosa.
Anschließend wechselte er den Arbeitgeber. Für die Firma Multipli Arcese fuhr er zuerst den Scania Streamline 143 450, überwiegend mit Milchtankauflieger, aber auch mit Planenauflieger. Hauptsächlich fuhr er im Italien-Deutschland-Verkehr, ab und zu auch nach Schweden, in die Niederlande und nach Spanien. 1999 bekam er den Scania 144 460, den er bis 2001 fuhr. Nach der Bundeswehrzeit kaufte Andreas Schubert 2003 seinen ersten eigenen Scania.

### Asphalt-Cowboys
Seit 2012 war er in der Fernsehserie Asphalt-Cowboys von DMAX zu sehen. Dies bescherte ihm ein besonders populäres Ansehen und viele Fans. Auf seiner Facebook-Seite hat er über 90.000 Follower.
2012 lernte Schubert auch seine Frau Kerstin auf dem Rosenheimer Herbstfest kennen. 2014 heirateten sie, 2017 bauten sie ein eigenes Haus in der Nähe des Tegernsees.

### Internationale Transporte Andreas Schubert
Anfangs fuhr er nur als Angestellter bei italienischen Firmen. 2002 gründete Schubert dann eine eigene Spedition (AST - Andreas Schubert Tegernsee) und startete zuerst mit einem gebrauchten Scania V8. Seine Spedition transportiert vor allem Papier und Holz, sehr oft nach Italien, von dort aus nehmen sie zum Beispiel Espressomaschinen und Pizzaöfen für Großküchen nach Deutschland mit. Es werden auch oft Kühlprodukte transportiert. Bekannt wurde der Trucker durch seinen optisch und teilweise technisch getunten Truck und seine natürliche und ehrliche Art.
In Rimini an der Adriaküste hatte er eine Zweitniederlassung.
Andreas Schubert besaß den allerersten Scania Next Generation Deutschlands, zudem auch den am 28. September 2020 vorgestellten weltweit stärksten LKW-Motor mit 770 PS. Diesen LKW fahren derzeit Fahrer des Unternehmens Thomas Buchner Transporte. Alle anderen Fahrzeuge von Andreas Schubert wurden an die Weber Transporte durch seine Frau verkauft. Diese haben einen Teil der Flotte verkauft, allerdings auch ein paar Anhänger und LKW weiterhin im Dienst. Zudem wurden teilweise die Fahrer Schuberts übernommen.

### Tod
Andreas Schubert starb am 31. Juli 2020 an einem Herzinfarkt. Er wurde bei Au in der Gemeinde Bad Feilnbach beerdigt. Auch viele Fernfahrer waren mit ihren Fahrzeugen zugegen.

## Filmographie (Auswahl)
Asphalt-Cowboys
- Staffel 1
  - S1 F1 - Willkommen in der Hölle
  - S1 F2 - Alles überhaupt kein Problem
  - S1 F3 - Hello Sweden!
  - S1 F4 - Jeder Fahrer ist der Beste

- Staffel 2
  - S2 F1 - Irgendwas ist immer!
  - S2 F4 - Unterwegs kann alles passieren

- Staffel 3
  - S3 F2 - Macken haben alle
  - S3 F3 - Schön ist überall

- Staffel 4
  - S4 F1 - Besser als meditieren
  - S4 F4 - Der letzte Auspuff

- Staffel 5
  - S5 F3 - Chef von allem

- Staffel 7
  - S7 F3 - In guter Gesellschaft
  - S7 F4 - Was Mann tun muss

- Staffel 9
  - S9 F9 - Haifa, Haifa!
  - S9 F10 - Geld oder Leben

- Staffel 10
  - S10 F1 - Die Langhebelzugratsche
  - S10 F2 - Alte Hunde

- Asphalt Cowboys: Für Schubi

 Euro Truckers 
- Staffel 1
  - S1 F5 - Doktor Schubert
  - S1 F6 - Truck Chick des Jahres
  - S1 F7 - Mama an Bord

 Dahoam is Dahoam 
- Von Windeln verweht. Folge 1200 - Harry (Andreas Schubert) LKW-Fahrer, der Theres nach Altötting mitnimmt.

## Strongman-Karriere

### Maße
- Größe: 183 cm
- Gewicht: 126 kg
- Oberarm: 53 cm
- Unterarm: 49 cm
- Brust: 140 cm

### Erfolge ab 1999
- 3. Platz Strong-Man Cup Bad Aibling (1999)
- 2. Platz Strong-Man Cup Innsbruck (TELFS) (2000)
- 2. Platz Team Wettkampf Innsbruck (TELFS) (2000)
- 6. Platz Strong-Man Cup Bruckmühl (2000)
- 1. Platz Oberland-Bankdrücken (2000)
- 1. Platz Stärkster-Mann des Neckartals (Baden-Württemberg) (2001)
- 4. Platz Oberland Strong-Man (2001)
- 3. Platz Strong-Man Cup Bruckmühl (2002)
- 6. Platz Deutschland Cup Gmund (2002)
- 7. Platz Deutschland Cup Grosskaro (2002)
- 12. Platz Deutscher-Meisterschafts-Cup Dessau (2002)
- 14. Platz Internationaler Strong-Man Open Finnland (2002)
- 2. Platz International (AM) Viking Challenge Italy (2003)
- 2. Platz Deutschland-Cup Gmund (2003)
- 4. Platz Austria Strong Man Cup Amstetten (2003)
- 1. Platz Show Team Wettkampf Stuttgart (2003)
- 1. Platz Show-Wettkampf Geretsried
- 11. Platz Deutsche Meisterschaft Plattling
- 1. Platz Team Wettkampf Legoland Günzburg
- 8. Platz Deutschland-Cup Berlin
- 7. Platz Deutschland Cup Rula[10]

## Zitate
- „Alles unter 8 Zylinder ist asozial.“[11]
- „LKW werden in Södertalje gebaut und der Rest sind Nutzfahrzeuge.“[12]
- „Do wo mia san, do is vorn!“
- „Stay Strong“[13]